# Estádio Departamental Libertad
O Estádio Departamental Libertad é um estádio localizado na cidade de Pasto, na Colômbia.
Inaugurado em 1954, tem capacidade para 20.700 torcedores. É a casa do Deportivo Pasto, da 1ª Divisão do Campeonato Colombiano de Futebol.
Foi remodelado em 2000, em virtude dos Jogos Nacionais da Colômbia, e em 2006, devido a participação do Deportivo Pasto na Taça Libertadores da América de 2007.

## Ligações Externas
- Worldstadiums.com